# Тетерень (комуна)
Тетерень, Тетерені (рум. Tătărăni) — комуна у повіті Васлуй в Румунії. До складу комуни входять такі села (дані про населення за 2002 рік):
- Белцаць (705 осіб)
- Валя-Сяке (52 особи)
- Валя-луй-Босіє (177 осіб)
- Джурджешть (147 осіб)
- Креснешень (184 особи)
- Леошть (304 особи)
- Манцу (38 осіб)
- Строєшть (238 осіб)
- Тетерень (708 осіб) — адміністративний центр комуни

Комуна розташована на відстані 289 км на північний схід від Бухареста, 18 км на схід від Васлуя, 58 км на південний схід від Ясс, 141 км на північ від Галаца.

## Населення
За даними перепису населення 2002 року у комуні проживали 2553 особи. Усі жителі комуни рідною мовою назвали румунську.
Національний склад населення комуни:
| Національність | Кількість осіб | Відсоток |
| -------------- | -------------- | -------- |
| румуни         | 2552           | > 99,9%  |
| цигани         | 1              | < 0,1%   |

Склад населення комуни за віросповіданням:
| Релігія       | Кількість осіб | Відсоток |
| ------------- | -------------- | -------- |
| православні   | 2506           | 98,2%    |
| адвентисти    | 43             | 1,7%     |
| римо-католики | 3              | 0,1%     |
| лютерани      | 1              | < 0,1%   |